# Hugo Steurer
Hugo Steurer (* 13. November 1914 in München; † 2004) war ein deutscher Pianist und Musikpädagoge.

## Leben und Werk
Hugo Steurer begann im Alter von 18 Jahren seine Musikausbildung unter anderem bei August Schmid-Lindner (Klavier) und August Reuß (Musiktheorie und Komposition) an der Münchener Hochschule für Musik.
Nach Ausbildung bei führenden Musikpädagogen in Deutschland gab er 1934 sein Debüt als Pianist. Er entwickelte sich schnell zu einem der führenden Beethoven-Spezialisten in Deutschland und feierte auch im europäischen Ausland große Konzerterfolge. Er spielte als Solist mit allen großen deutschen Orchestern, unter anderem mit der Berliner Staatskapelle, dem Leipziger Gewandhaus-Orchester, der Dresdner Staatskapelle, der Dresdner Philharmonie, der Bayerischen Staatskapelle, der Münchener Philharmonie und der Hamburger Staatskapelle. Er arbeitete mit Dirigenten wie Wilhelm Furtwängler, Franz Konwitschny oder dem belgischen Violinisten Jean Laurent zusammen. Hugo Steurer spielte Werke von Wolfgang Amadeus Mozart (Sonaten, Konzerte), Ludwig van Beethoven (Sonaten, Konzerte), Franz Schubert (Forellenquintett mit dem Caspar-da-Salò Quartett, Klavierwerke, Lieder zusammen mit Rudolf Knoll), von Max Reger, von Paul Hindemith und weiteren auf Tonträgern ein.
1946 wurde er zum Professor für Klavier ernannt. Von 1953 bis 1958 unterrichtete er an der Hochschule für Musik in Leipzig. Aus seiner Ausbildungstätigkeit dort gingen führende DDR-Pianisten oder Pianistinnen wie Annerose Schmidt und Siegfried Stöckigt hervor. Sein nicht weniger begabter Klavierschüler Klaus Schilde verließ dagegen 1952 die DDR in Richtung Paris. Hugo Steurer gab zahlreiche Meisterkurse für Klavier.
1958 kehrte er in seine Geburtsstadt München zurück, wo er dann mehr als zwei Jahrzehnte an der Hochschule für Musik und Theater München als Professor für Klavier wirkte. „Über die genauen Gründe seines Wechsels von Leipzig nach München ist nichts zu erfahren; vermutlich warb man ihn ab, und in der DDR quittierte man den empfindlichen Verlust nach außen hin mit Schweigen.“ In München bildete Hugo Steurer Pianisten wie Michael Endres, Homero Francesch, Gerhard Oppitz und Yaara Tal aus. Während der 1980er Jahre lebte er in Essex in  England. Nachdem sein dortiges Wohnhaus einem Brand zum Opfer fiel, siedelte er nach Bad Wörishofen in Bayern um.
Hugo Steurer gab Klavierwerke heraus, darunter Werke von Johann Sebastian Bachs (hauptsächlich Auszüge aus dem Notizbuch von Anna Magadalena Bach, dem Klavierbüchlein für Wilhelm Friedemann Bach, den kurzen Präludien und den französischen Suiten) und Klavierwerke von Ludwig van Beethoven.